# أندري بياتنيتسكي
أندري بياتنيتسكي (مواليد 27 سبتمبر 1967) هو لاعب كرة قدم. يلعب مع منتخب روسيا لكرة القدم. سبق له أن لعب في كأس العالم لكرة القدم مع منتخب بلاده.

## روابط خارجية
- أندري بياتنيتسكي على موقع الاتحاد الدولي (مؤرشف)  (الإنجليزية)
- أندري بياتنيتسكي على موقع قاعدة بيانات كرة القدم.إي يو (الإنجليزية)
- أندري بياتنيتسكي على موقع ناشيونال فوتبول تيمز (الإنجليزية)
- أندري بياتنيتسكي على موقع Soccerway.com (الإنجليزية)
- أندري بياتنيتسكي على موقع عالم كرة القدم.نت (الإنجليزية)